# Trilemme de Münchhausen
Le trilemme de Münchhausen ou le trilemme d'Agrippa est un problème épistémologique proposé par le philosophe sceptique antique Agrippa. Il expose l'impossibilité d'établir une vérité absolue sur quoi que ce soit. En effet, toute tentative de fonder la connaissance sur une base solide tombe inévitablement sous un des trois écueils suivants :
- la regressio ad infinitum, où chaque argument justifiant une connaissance doit à son tour être vérifié, et ceci à l'infini.
- la circularité logique, laquelle tente de justifier une thèse en l'employant implicitement.
- l'argument dogmatique ou argument ex cathedra qui fait appel à un principe supérieur à la vérité que l'on souhaite démontrer, qui ne peut d'aucune manière être critiquée. Les affirmations sont acceptées sans justification, en tant que croyances fondamentales (Dieu en métaphysique ou l'axiomatique en mathématiques).

C'est le philosophe Hans Albert qui a baptisé ce problème « trilemme de Münchhausen », en mémoire du baron de Münchhausen qui avait prétendu tirer son cheval et lui-même hors des sables mouvants par ses propres cheveux, sans aucun support extérieur. Le problème est également connu sous le nom de « trilemme d'Agrippa » ou de « trilemme de Fries ».